# Mazagão (ort)
Mazagão är en ort i Brasilien.   Den ligger i kommunen Mazagão och delstaten Amapá, i den norra delen av landet, 1 800 km norr om huvudstaden Brasília. Mazagão ligger 15 meter över havet och antalet invånare är 6 500.
Terrängen runt Mazagão är mycket platt. Havet är nära Mazagão åt sydost. Närmaste större samhälle är Santana, 13,5 km nordost om Mazagão.
I omgivningarna runt Mazagão växer i huvudsak städsegrön lövskog.